# Lillsjöbäcken-Järlehyttebäcken
Lillsjöbäcken-Järlehyttebäcken este o arie protejată (arie specială de conservare — SAC, sit de importanță comunitară — SCI) din Suedia întinsă pe o suprafață de 18,9 ha, integral pe uscat.

## Localizare
Centrul sitului Lillsjöbäcken-Järlehyttebäcken este situat la coordonatele 59°33′16″N 15°07′04″E / 59.5545°N 15.1179°E.

## Înființare
Situl Lillsjöbäcken-Järlehyttebäcken a fost declarat sit de importanță comunitară în ianuarie 1998 pentru a proteja 4 specii de animale. Situl a fost protejat și ca arie specială de conservare în martie 2011.

## Biodiversitate
Situată în ecoregiunea boreală, aria protejată conține 2 habitate naturale: Cursuri de apă de la nivel de câmpie la nivel montan, cu vegetație Ranunculion fluitantis și Callitricho-Batrachion, Mlaștini alcaline.
La baza desemnării sitului se află mai multe specii protejate:
- nevertebrate (3): fluturele auriu (Euphydryas aurinia), Hypodryas maturna, Margaritifera margaritifera
- pești (1): zglăvoacă (Cottus gobio)